# Terra Mystica
Terra Mystica er et designerbrætspil for to til fem spillere, designet af Helge Ostertag og Jens Drögemüller. Spillet udkom først på Feuerland Spiele i Tyskland i 2012, og blev i 2013 udgivet på engelsk og fransk af Zman Games, henholdsvis Filosofia Édition. Feuerland Spiele udgav anden udgave af spillet på tysk i 2013.

## Spilforløb
Spillet begynder med at hver spiller vælger én af fjorten fantasyracer. Hver race har forskellige evner og betaler forskellig pris for at udføre forskellige handlinger. Hver race kan desuden kun bygge på én af de syv terræntyper, der er på brættet, så en væsentlig del af spillet er terraforming af felterne, så de kan benyttes af den enkelte race.
Spillet forløber over seks runder, hvor spillerne tager et valgfrit antal handlinger for at udvikle deres samfund på forskellig måde, såsom bosættelse på nye felter, bedre bygninger, bedre infrastruktur og større investeringer i forskellige religioner.
Et unikt træk ved spillet er at de point, der benyttes til at udføre forskellige handlinger, cirkulerer mellem tre puljer, og at de kun kan benyttes, når de ligger i den tredje pulje.
Sejrspoint opnås i løbet af spillet på forskellige måder, og efter seks runder er der en pointtildeling som afslutning af spillet, og den spiller, der har flest point, vinder.

## Udvidelser
Fire yderligere by-brikker blev delt ud som promotion på Spiel 2013.
Yderligere en brik fulgte med bladet Spielbox's juni 2013-udgave.
En større udvidelse, Terra Mystica: Fire & Ice, blev udgivet i november 2014. Den introducerer seks nye racer, to nye terræntyper og nye regelvarianter.

## Priser
- 2013 Deutscher Spiele Preis, 1. plads[6]
- 2013 International Gamers Award, Multiplayer Strategy Game, 1. plads [7]
- 2013 Jogoeu User's Game, Adult Game of the Year, 1. plads[1]
- 2013 Hra Roku, Game of the Year[1]
- 2013 Guoden Ludo[8]
- 2013 Le Tric Trac d'Or [9]

## Modtagelse
I juni 2015 er spillet rangeret som det næstbedste på BoardGameGeek (efter Twilight Struggle).
Shut Up & Sit Down gav spillet en overvældede positiv anmeldelse.
Ryan Meltzer fra Dice Tower gav spillet en generelt positiv anmeldelse, mens Tom Vasel, også fra Dice Tower, gav det en blandet anmeldelse og sagde at han ikke var sikker på, hvor velafbalanceret det var uden først at skulle spille det mange flere gange.